# Children of the Future
| Recensione              | Giudizio        |
| ----------------------- | --------------- |
| AllMusic                | [ 2 ]           |
| Barnes & Noble          | [ 3 ]           |
| Sputnikmusic            | 3.8 (Excellent) |
| Piero Scaruffi          | [ 5 ]           |
| Debaser                 | [ 6 ]           |
| Dizionario del Pop-Rock | [ 7 ]           |
| 24.000 dischi           | [ 8 ]           |

Children of the Future è il primo album della Steve Miller Band, pubblicato dalla Capitol Records nell'aprile del 1968.
L'album si piazzò al #134 della Chart statunitense Billboard 200.

## Tracce
Lato A
1. Children of the Future – 2:58 (Steve Miller)
2. Pushed Me to It – 0:36 (Steve Miller)
3. You've Got the Power – 0:55 (Steve Miller)
4. In My First Mind – 7:31 (Steve Miller, Jim Peterman)
5. The Beauty of Time Is That It's Snowing (Psychedelic B.B.) – 5:23 (Steve Miller)

Lato B
1. Baby's Callin' Me Home – 3:24 (Boz Scaggs)
2. Steppin' Stone – 3:02 (Boz Scaggs)
3. Roll with It – 2:29 (Steve Miller)
4. Junior Saw It Happen – 2:29 (Jim Pulte)
5. Fanny Mae – 3:11 (Buster Brown)
6. Key to the Highway – 6:18 (Big Bill Broonzy, Charles Segar)

Edizione CD del 2012, pubblicato dalla Edsel Records (EDSA 5003)
1. Children of the Future – 3:00 (Steve Miller)
2. Pushed Me to It – 0:38 (Steve Miller)
3. You've Got the Power – 0:53 (Steve Miller)
4. In My First Mind – 7:35 (Steve Miller, Jim Peterman)
5. The Beauty of Time Is That It's Snowing (Psychedelic B.B.) – 5:18 (Steve Miller)
6. Baby's Callin' Me Home – 3:23 (Boz Scaggs)
7. Steppin' Stone – 3:00 (Boz Scaggs)
8. Roll with It – 2:30 (Steve Miller)
9. Junior Saw It Happen – 2:29 (Jim Pulte)
10. Fanny Mae – 3:08 (Clarence Lewis, Morris Levy, Waymon Glasco)
11. Key to the Highway – 6:18 (Big Bill Broonzy, Charles Segal)
12. Sittin' in Circles – 3:03 (Barry Goldberg) – Bonus Track

- Brano Fanny Mae, nelle note dell'album originale il pezzo è accreditato al solo Buster Brown

## Formazione
- Steve Miller - voce solista, chitarra, armonica
- Boz Scaggs - chitarra, accompagnamento vocale
- Boz Scaggs - voce solista (brani : Baby's Callin' Me Home e Steppin' Stone)
- Jim Peterman - mellotron, organo Hammond, accompagnamento vocale
- Lonnie Turner - basso, accompagnamento vocale
- Tim Davis - batteria, accompagnamento vocale
- Tim Davis - voce solista (brani : Junior Saw It Happen e Fanny Mae)

Musicista aggiunto
- Ben Sidran - clavicembalo (solo nel brano : Baby's Callin' Me Home)

Note aggiuntive
- Steve Miller Band e Glyn Johns - produttori
- Harvey Kornspan (San Francisco) - produttore esecutivo
- Registrazioni effettuate al Olympic Studios, Barnes, Londra (Inghilterra)
- Glyn Johns - ingegnere delle registrazioni
- Victor Moscoso - design album
- Elaine Mays - fotografia[12]